# Strackgasse 8 (Bad Camberg)

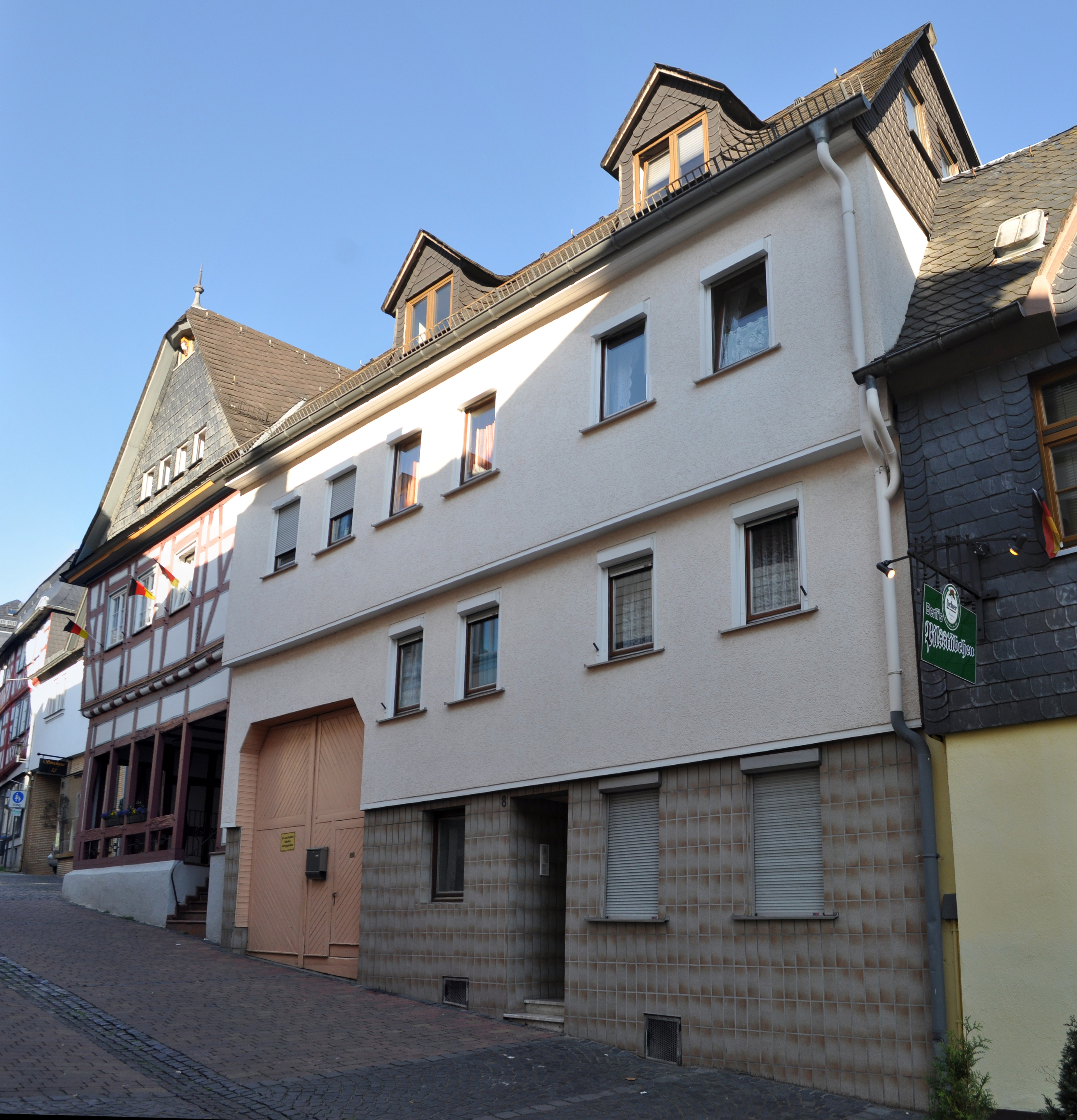
Gebäude Strackgasse 8 in Bad Camberg

Das Gebäude Strackgasse 8 in Bad Camberg, einer Stadt im Süden des mittelhessischen Landkreises Limburg-Weilburg, ist ein im 18. Jahrhundert errichtetes Wohnhaus, das als Kulturdenkmal geschützt ist.
Das verputzte traufständige Fachwerkhaus mit Toreinfahrt hat stattliche Proportionen. Die Obergeschosse nehmen in der Höhe zu und das Tor schließt unmittelbar unter dem zweiten Geschoss ab. Der ungewöhnliche Aufbau deutet auf eine frühe Änderung des Baugefüges hin.
Der Torrahmen besaß ein Oberlicht mit gedrehten Balustern und aufwendig profilierten Bügen.